# Kutina
Kutina (Hongaars: Kutenya) is een kleine stad in centraal Kroatië, het is de grootste plaats in het heuvelachtige Moslavina, in de provincie Sisak-Moslavina. Er wonen per 2001 14.814 mensen in de stad en 24.597 in de gemeente.

## Plaatsen in de gemeente
Banova Jaruga, Batina, Brinjani, Čaire, Gojlo, Husain, Ilova, Jamarica, Janja Lipa, Katoličke Čaire, Kletište, Krajiška Kutinica, Kutina, Kutinica, Kutinska Slatina, Međurić, Mikleuška, Mišinka, Repušnica, Selište, Stupovača, Šartovac en Zbjegovača.

## Geboren
- Dubravka Ugrešić (1949-2023), schrijfster, essayiste
- Igor Tomašić (1976), voetballer

Steden (gradovi): Sisak · Glina · Hrvatska Kostajnica · Kutina · Novska · Petrinja

Gemeenten (općine): Donji Kukuruzari · Dvor · Gvozd · Hrvatska Dubica · Jasenovac · Lekenik · Lipovljani · Majur · Martinska Ves · Popovača · Sunja · Topusko · Velika Ludina